# Карл Генріх фон Сіменс
Карл Генріх фон Сіменс або Карл фон Сіменс (3 березня 1829, Менцендорф, Мекленбург-Шверін — 21 березня 1906, Ментона, Франція) — німецький підприємець, син (один з чотирнадцяти дітей) землевласника Християна Фердинанда Сіменса, брат Вернера фон Сіменса і Вільяма Сіменса.
В 1853 році під час подорожі до Санкт-Петербургу заснував представництво компанії свого брата Siemens & Halske та уклав контракт на створення Російської телеграфної мережі.
В 1869 році переїхав в Англію, де допомагав своєму братові Вільяму. У 1880-ті повернувся до Росії і після смерті в 1892 році свого брата Вернера став генеральним директором Siemens & Halske. В 1904 вийшов у відставку.
В 1895 році за службу Росії царем Миколою II був посвячений в дворянство.
Дружина: Елеонора Дейхманн.